# La Brute (film, 1908)
Cet article concerne le film de D. W. Griffith. Pour le film de Claude Guillemot, voir La Brute.
Pour les articles homonymes, voir La Brute.
La Brute ou La jeune fille et la brute (The Girl and the Outlaw) est un film muet américain réalisé par D. W. Griffith, sorti en 1908.

## Synopsis
Une jeune femme tombe amoureuse d'un hors-la-loi, chef d'un gang indien.

## Fiche technique
- Titre : La Brute
- Titre original : The Girl and the Outlaw
- Réalisation et scénario : D. W. Griffith
- Société de production et de distribution : American Mutoscope and Biograph Company[2]
- Photographie : Arthur Marvin
- Pays de production :  États-Unis
- Format[3] : Noir et blanc - Muet - 1,33:1 ou 1,37:1[4] - 35 mm[4],[5]
- Longueur de pellicule : 835 pieds (255 mètres[5])
- Durée : 14 minutes (à 16 images par seconde)[3]
- Date de sortie : 8 septembre 1908

## Distribution
Les noms des personnages proviennent de l'Internet Movie Database.
- Florence Lawrence : la femme
- Charles Inslee : Bill Preston
- Dorothy West
- Wilfred Lucas
- Harry Solter : le père de Nellie[4],[6]
- George Gebhardt : un indien[4],[6]
- Arthur V. Johnson : un indien[4],[6]
- Mack Sennett : un indien[6]

## Autour du film
Les scènes du film ont été tournées les 31 juillet et les 2 et 4 août 1908 à Coytesville et Fort Lee, dans le New Jersey.

### Source
- Jean-Loup Passek et Patrick Brion, D.W. Griffith : Le Cinéma, Paris, Cinéma/Pluriel - Centre Georges Pompidou, 1982, 216 p. (ISBN 2-86425-035-7)